# Åke Hantoft
Åke Hantoft, född 26 mars 1952, är en svensk företagsledare som var styrelseordförande för det svenskdanska mejerikooperativet Arla Foods mellan den 26 maj 2011 och den 1 juli 2018.
Hantoft är i grunden lantbrukare och mjölkbonde och som har en gård utanför Laholm med för närvarande 230 mjölkkor, fanns dock planer på att expandera till 600 mjölkkor. Han blev invald till styrelsen i svenska Arla 1998 och blev kvar även efter fusionen med MD Foods 2000. 2003 blev han vald som vice styrelseordförande och satt på den positionen fram till 2011 när han blev utsedd till styrelseordförande för Arla Foods när Ove Møberg gick i pension. Han har även varit styrelseordförande för branschorganisationen Svensk Mjölk mellan 2006 och 2007. Den 1 december 2017 meddelades att Hantoft skulle sluta som styrelseordförande för Arla och gå i pension, både från Arla och som lantbrukare. Han lämnade officiellt den 1 juli 2018 och blev efterträdd av Jan Toft Nørgaard dagen därpå. Den 20 juli 2020 blev Hantoft invald som Centerpartiets ordförande för utbildningsnämden i Laholm. Hantofts politiska karriär präglas av en stark centralisering och avveckling av mindre skolenheter på landsbygden. Hans pågående ämbetsperiod har även innefattat en mycket skarp erinran från Justitieombudsmannen i samband med kommunikationen till en vårdnadshavare.